# Coupe du Zaïre de football 1984
Navigation
Saison 1983 Saison 1985
La saison 1984 du Championnat du Zaïre de football est la vingt-quatrième édition de la première division au Zaïre, la Ligue Nationale de Football. La compétition rassemble les huit meilleures formations du pays et se déroule sous forme de matchs à élimination directe en aller-retour.
C'est l'AS Bilima qui remporte le titre après avoir battu l'OC Muungano lors de la finale nationale. C'est le 4e titre de champion du Zaïre de l'histoire du club.

## Clubs participants
| - SM Sanga Balende - OC Muungano - FC Lupopo Lubumbashi - AS Bilima | - Zaïre Bank Kananga - FC Bemika - Sisa Bazaire - Maison Lukosa |

## Compétition

### Quarts de finale
Les quarts de finale se jouent les 12 et 19 août 1984
| Équipe 1             | Résultat | Équipe 2      | Aller | Retour |
| -------------------- | -------- | ------------- | ----- | ------ |
| SM Sanga BalendeT    | 4 - 4e   | OC Muungano   | 2 - 1 | 2 - 3  |
| FC Bemika            | 2 - 2e   | AS Bilima     | 1 - 0 | 1 - 2  |
| FC Lupopo Lubumbashi | 8 - 1    | Sisa Bazaire  | 4 - 0 | 4 - 1  |
| Zaïre Bank Kananga   | 4 - 1    | Maison Lukosa | 2 - 0 | 2 - 1  |

### Demi-finales
- Les demi-finales se jouent les 2 et 16 septembre 1984 pour le premier match
- Pour le second match les dates sont les 9 et 23 septembre 1984

| Équipe 1    | Résultat | Équipe 2             | Aller | Retour |
| ----------- | -------- | -------------------- | ----- | ------ |
| AS Bilima   | 3 - 2    | FC Lupopo Lubumbashi | 0 - 1 | 3 - 1  |
| OC Muungano | 4 - 1    | Zaïre Bank Kananga   | 1 - 0 | 3 - 1  |

### Finale
La finale se joue le 21 octobre et le ??
| Équipe 1    | Résultat | Équipe 2  | Aller | Retour |
| ----------- | -------- | --------- | ----- | ------ |
| OC Muungano | 0 - 3    | AS Bilima | 0 - 0 | 0 - 3  |

## Bilan de la saison
| Championnat du Zaïre de football 1984                    |                      |
| Champion                                                 | AS Bilima (4e titre) |
| Coupes et trophées                                       |                      |
| Vainqueur de la Coupe du Zaïre 1984                      | CS Imana             |
| Qualifications continentales                             |                      |
| Coupe des clubs champions africains 1985                 | AS Bilima            |
| Coupe d'Afrique des vainqueurs de coupe de football 1985 | CS Imana             |
| Promotions et relégations                                |                      |
| Promus en Linafoot                                       | Aucun                |
| Relégués                                                 | Aucun                |